# Mongolie aux Jeux olympiques d'hiver de 1968
La Mongolie participe aux Jeux olympiques d'hiver de 1968 à Grenoble en France du 6 février au 18 février 1968. Il s'agit de sa 2e participation à des Jeux olympiques d'hiver.